# Primo Congresso panslavo
Il Primo congresso panslavo (Lingua ceca: Slovanský sjezd) si tenne a Praga tra il 2 giugno e il 12 giugno 1848.

In seguito si tennero altri Congressi panslavi in diverse città dell'Europa Centrale e Orientale.

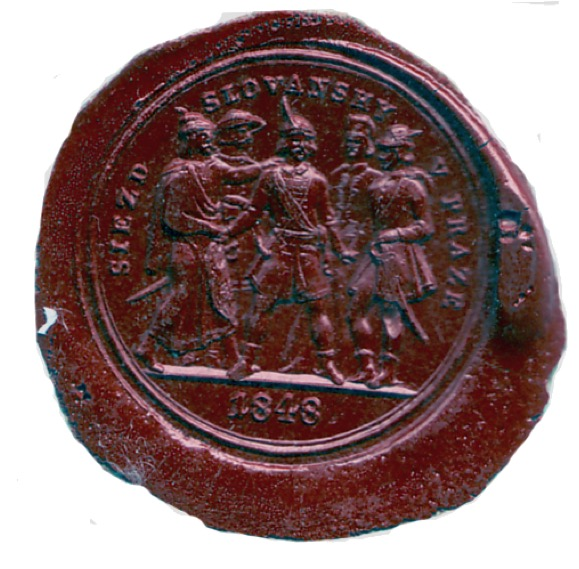
Il Sigillo del Congresso Panslavo del 1848.

L'iniziativa partì da Pavel Jozef Šafárik e Josip Jelačić, ma fu organizzata dagli attivisti cechi František Palacký, Karl Zapp, Karel Havlíček Borovský r František Ladislav Rieger.
Inizialmente l'obiettivo del congresso non era chiaro. Inoltre gli organizzatori iniziarono a discutere sui temi dell'agenda.
Una volta avviata la conferenza si divise in tre sezioni: polacco-ucraini, slavi meridionali e cecoslovacchi. Dei 340 delegati, la maggioranza era di origine cecoslovacca. Durante la discussione venne usata la lingua tedesca.
Il dibattito ruotò attorno al ruolo dell'Impero austriaco. Josef Frič sosteneva che l'obiettivo primario era di "preservare l'Austria". Tale punto di vista venne rigettato da Ľudovít Štúr il quale sosteneva che gli slavi dovevano pensare alla loro preservazione.
Un'importante dichiarazione arrivò il Dieci giugno quando venne pronunciato il Manifesto delle Nazioni d'Europa, nel quale veniva chiesto la fine dell'oppressione del popolo slavo. Gli slavi non cercavano alcun tipo di vendetta, ma volevano tendere la mano fraterna alle nazioni vicine.
I lavori del Congresso s'interruppero il Dodici giugno. I delegati se ne andarono e alcuni di loro vennero arrestati tra i quali Mikhail Bakunin.